# Ligne Nishitetsu Amagi
La ligne Nishitetsu Amagi (西鉄甘木線, Nishitetsu Amagi-sen) est une ligne ferroviaire située dans la préfecture de Fukuoka au Japon. Elle relie la gare de Miyanojin à Kurume à la gare d'Amagi à Asakura. La ligne est exploitée par la compagnie Nishitetsu.

## Histoire
La ligne ouvre le 15 octobre 1915 entre Miyanojin et Kitano. La ligne est prolongée à Amagi en 1921.

## Caractéristiques

### Ligne
- Longueur : 17,9 km
- Écartement : 1 435 mm
- Alimentation : 1 500 V cc par caténaire
- Nombre de voies : voie unique

### Services et interconnexion
A Miyanojin, les trains continuent sur la ligne Tenjin Ōmuta jusqu'à la gare d'Ōmuta.

### Gares
La ligne comporte 12 gares.
| Numéro | Gare       | Nom japonais | Distance (km) | Correspondances                            | Localisation |
| ------ | ---------- | ------------ | ------------- | ------------------------------------------ | ------------ |
| T25    | Miyanojin  | 宮の陣       | 0             | Nishitetsu : Tenjin Ōmuta (interconnexion) | Kurume       |
| A11    | Gorōmaru   | 五郎丸       | 0,9           |                                            | Kurume       |
| A10    | Gakkōmae   | 学校前       | 1,7           |                                            | Kurume       |
| A09    | Koganchaya | 古賀茶屋     | 3,9           |                                            | Kurume       |
| A08    | Kitano     | 北野         | 5,4           |                                            | Kurume       |
| A07    | Ōki        | 大城         | 8,0           |                                            | Kurume       |
| A06    | Kaneshima  | 金島         | 9,4           |                                            | Kurume       |
| A05    | Ōzeki      | 大堰         | 11,6          |                                            | Tachiarai    |
| A04    | Hongō      | 本郷         | 13,1          |                                            | Tachiarai    |
| A03    | Kamiura    | 上浦         | 14,9          |                                            | Asakura      |
| A02    | Mada       | 馬田         | 16,1          |                                            | Asakura      |
| A01    | Amagi      | 甘木         | 17,9          | Amatetsu : Amagi                           | Asakura      |